# Чорна книга України
Чорна книга України — це список видів, що вже вимерли з 1600 року. 
Ці види були зафіксовані у живому стані дослідниками та науковцями, присутні в пам'ятниках культури. 
Та станом на сьогодні ці види вже не існують. 